# إيان سبيتال
إيان سبيتال (بالإنجليزية: Ian Spittal)‏ هو لاعب كرة قدم بريطاني في مركز الدفاع، ولد في 14 فبراير 1965 في غلاسكو في المملكة المتحدة. لعب مع نادي اربوراث ونادي بارتيك ثيسل ونادي كلايد.

## وصلات خارجية
- إيان سبيتال على موقع Soccerbase.com (لاعب) (الإنجليزية)